# Castelnau-de-Guers
Castelnau-de-Guers (okzitanisch: Castèlnòu de Guèrs) ist eine südfranzösische Gemeinde mit 1.199 Einwohnern (Stand: 1. Januar 2022) im Département Hérault in der Region Okzitanien. Sie gehört zum Arrondissement Béziers und zum Kanton Pézenas. Die Einwohner werden Castelnaulais genannt.

## Geografie
Castelnau-de-Guers liegt nahe der Mittelmeerlagune Étang de Thau etwa 20 Kilometer ostnordöstlich von Béziers. Umgeben wird Castelnau-de-Guers von den Nachbargemeinden Pézenas im Westen und Norden, Aumes im Norden, Montagnac im Nordosten und Osten, Pinet im Südosten und Süden sowie Florensac im Süden.

## Bevölkerung

### Bevölkerungsentwicklung
| Jahr                       | 1962 | 1968 | 1975 | 1982 | 1990 | 1999 | 2006 | 2019 |
| Einwohner                  | 831  | 837  | 827  | 886  | 876  | 889  | 1010 | 1253 |
| Quellen: Cassini und INSEE |      |      |      |      |      |      |      |      |

### Persönlichkeiten
- Michel Christol (* 1942), Althistoriker und Epigraphiker

## Sehenswürdigkeiten
- Kirche Saint-Sulpice
- Kapellenruine Saint-Antoine
- Kapelle Saint-Nicolas in Talpuciac
- Schloss Castelnau mit Kapelle

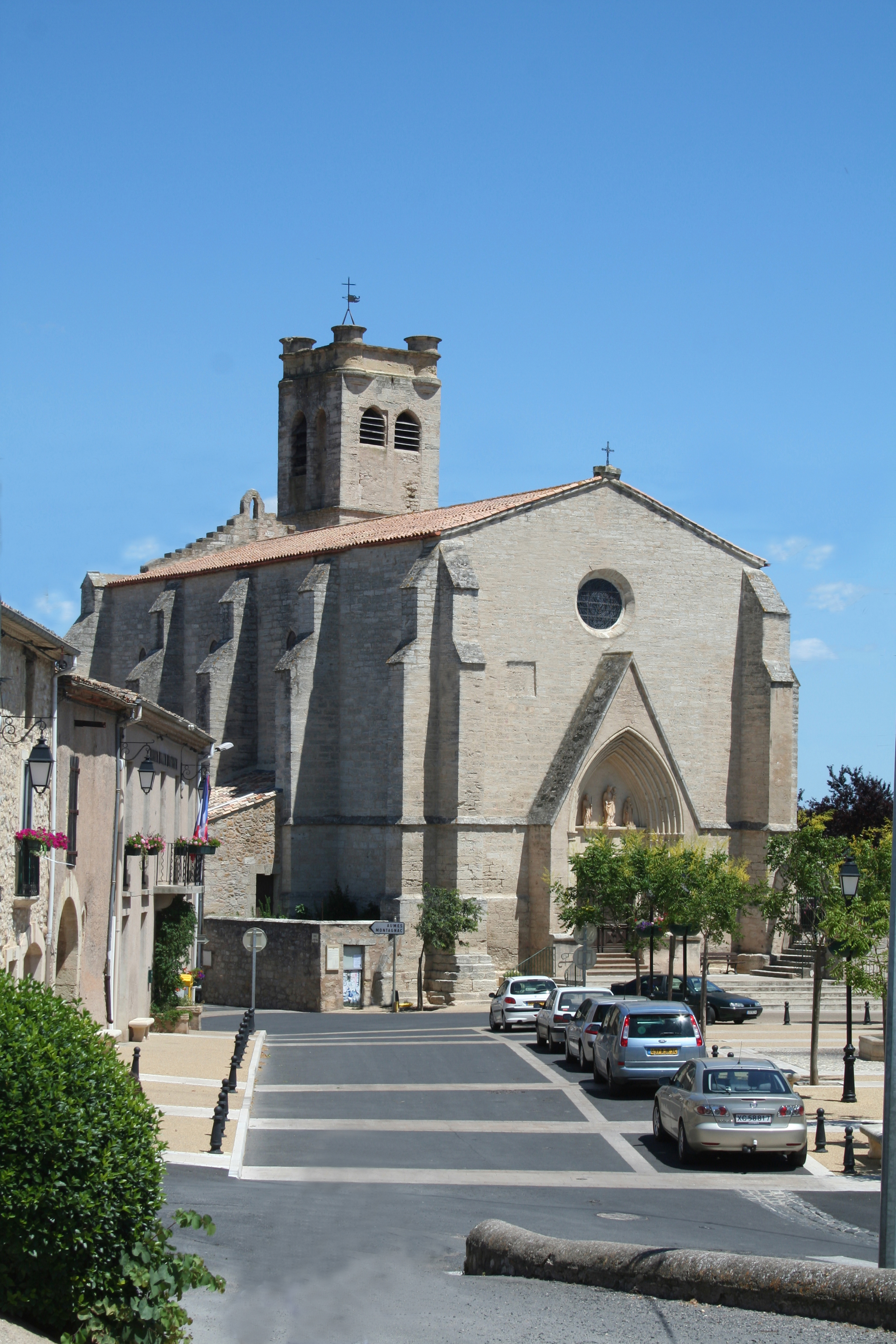
Kirche Saint-Sulpice
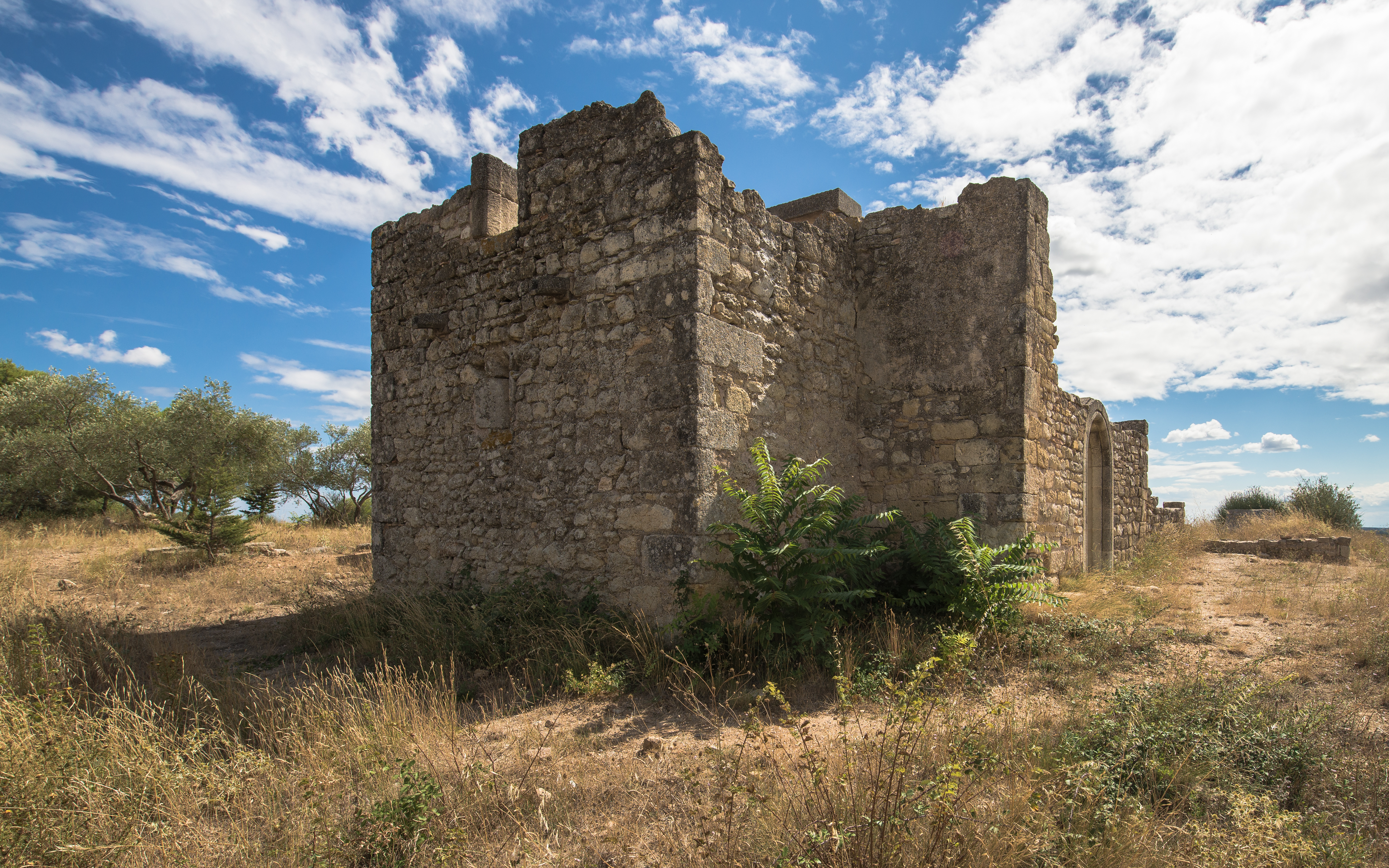
Kapelle Saint-Antoine
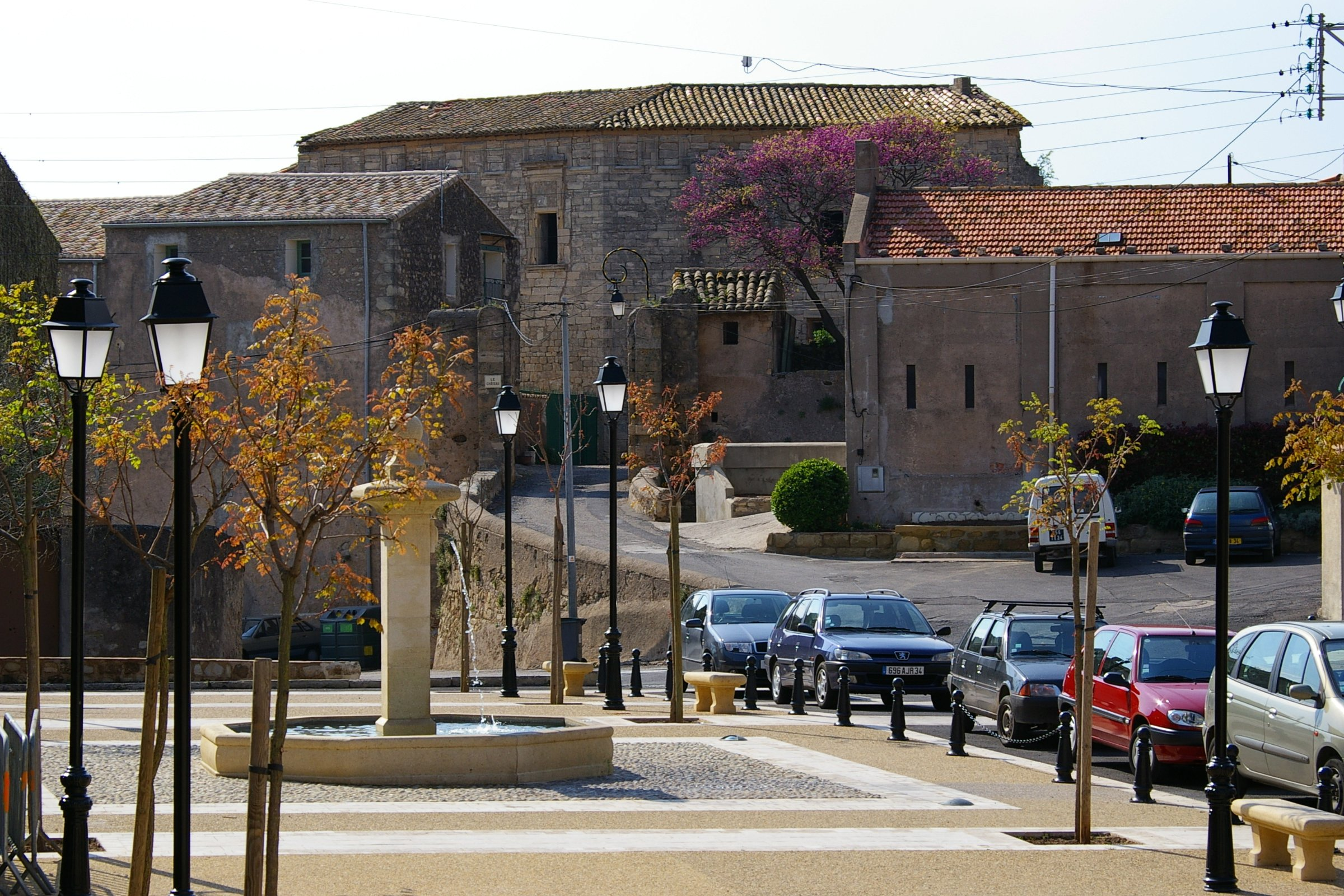
Schloss Castelnau